# 10,000 Maniacs
I 10,000 Maniacs sono un gruppo musicale alternative rock nato negli Stati Uniti d'America nel 1981. Il gruppo, che spesso ha cambiato i propri componenti, è tuttora attivo. La più nota dei suoi membri è Natalie Merchant, che nel 1993 ha lasciato la band per intraprendere una carriera come solista.

## Storia del gruppo

### 1981 - 1984
Il gruppo è stato fondato nel 1981 a Jamestown e originariamente si chiamava Still Life. I membri originari furono Dennis Drew (tastiere), Steve Gustafson (basso), Chet Cardinale (batteria), Robert Buck (chitarra) e Terry Newhouse (ex-moglie di Buck e cantante). Gustafson invitò in seguito Natalie Merchant, che allora aveva 17 anni, a cantare alcuni brani e John Lombardo, che faceva parte di un gruppo chiamato The Mills e talvolta suonava con gli Still Life, fu quindi invitato ad unirsi alla band definitivamente. Nel luglio di quell'anno Newhouse e Cardinale lasciarono il gruppo, mentre Natalie Merchant diventò la cantante principale. Vari musicisti si alternarono nel ruolo di batterista. Il gruppo cambiò quindi il proprio nome, dapprima in Burn Victims, quindi in 10,000 Maniacs, ispirandosi al film horror di serie B Two Thousand Maniacs!.
Si esibirono per la prima volta come 10,000 Maniacs il 7 settembre 1981, festa del lavoro negli Stati Uniti, con una formazione composta da Natalie Merchant, John Lombardo, Robert Buck, Dennis Drew, Steve Gustafson, e Tim Edborg alla batteria. Edborg presto abbandonò e per il resto dell'anno fu rimpiazzato da Bob "Bob O Matic" Wachter. Stanchi di suonare solo pezzi altrui, - anche se il loro primo successo lo riscossero con la cover del brano di Cat Stevens "Peace Train" - il gruppo iniziò a comporre dei propri brani, generalmente con Natalie Merchant ad occuparsi dei testi, mentre John Lombardo componeva le musiche. Tra febbraio e marzo del 1982, con John Foti alla batteria, registrarono un EP intitolato "Human Conflict Number Five", a cui seguirono vari piccoli concerti. In questo periodo, seguendo il suggerimento di un amico che sosteneva che lì era facile ottenere degli ingaggi, si trasferirono ad Atlanta. L'esperienza si rivelò fallimentare e, dopo essersi ridotti a rastrellare le foglie secche ed a vendere il sangue per pagare l'affitto, in novembre rientrarono a Jamestown.
All'inizio del 1983 alla band si aggregò come batterista definitivo Jerry Augustyniak, da loro incontrato un giorno in cui avevano suonato a Buffalo, città dove il musicista viveva e suonava in un gruppo punk chiamato "The Stains". Tra marzo e luglio registrarono i brani per un secondo disco, "Secrets of the I Ching" - il loro primo album completo - pubblicato dalla Mark Records sotto il nome dell'etichetta personale del gruppo, la Christian Burial Music. Il disco ricevette una favorevole accoglienza da parte della critica ed attirò l'attenzione di John Peel, il noto Dj della stazione Radio 1 della BBC. Uno dei pezzi, "My Mother the War", riscosse un certo successo nel Regno Unito ed entrò nella classifica di vendita dei singoli delle etichette indipendenti. Nel 1983 e nel 1984 la band fu praticamente sempre in tour, tenendo tra l'altro dei concerti in Inghilterra. Peter Leak, un inglese che viveva a New York, si interessò a loro, li contattò e divenne il loro manager. Con l'aiuto di Leak e del cacciatore di nuovi talenti Howard Thompson, i 10,000 Maniacs nel novembre 1984 firmarono un contratto per l'Elektra. In primavera registrarono così il loro secondo album, "The Wishing Chair" ai Livingston Studios di Londra, con la produzione di Joe Boyd.

### 1984 - 1993
Il cofondatore John Lombardo abbandonò il gruppo durante una sessione di prove il 14 luglio 1986 e i membri rimasti iniziarono la registrazione di un nuovo album a Los Angeles, con la produzione di Peter Asher. In My Tribe, un lavoro maggiormente orientato verso sonorità pop rock, fu pubblicato il 7 luglio 1987 e conquistò le classifiche di vendita rimanendovi per 77 settimane raggiungendo la 37ª posizione come massimo vertice. In questo modo il gruppo si conquistò il favore di un'ampia fetta di pubblico negli Stati Uniti, incontrando il favore del pubblico anche nel Regno Unito. L'album successivo, Blind Man's Zoo, raggiunse il 13º posto, incrementando molto il seguito di cui godeva la band. Nel 1990, con l'aiuto di John Lombardo, la band rimasterizzò i primi due album, Human Conflict Number Five e Secrets of the I Ching, pubblicandoli insieme sotto forma di una raccolta intitolata Hope Chest: The Fredonia Recordings 1982-1983. John Lombardo e Mary Ramsey, che avevano formato un gruppo folk chiamato John & Mary, andarono in tour con i 10,000 Maniacs, aprendo i concerti dell'Hope Chest Tour del 1990. Nel 1991, mentre stavano registrando un nuovo lavoro, Natalie Merchant rivelò agli altri membri del gruppo che entro due anni intendeva lasciare per intraprendere una carriera come solista. Nel 1992 fu pubblicato Our Time in Eden e, il 21 aprile 1993, i 10,000 Maniacs registrarono l'MTV Unplugged. Il 5 agosto, sempre dagli schermi dell'emittente musicale, la Merchant annunciò pubblicamente la sua separazione dalla band. L'album MTV Unplugged fu pubblicato nell'ottobre 1993. Nello stesso anno, in gennaio, il gruppo si era esibito alla festa di inizio mandato del presidente Clinton, dato che la Merchant è un'accanita sostenitrice del Partito Democratico.

### 1994 - 2001
Tra la fine del 1993 e l'inizio del 1994 i membri rimasti dei 10,000 Maniacs (Augustyniak, Buck, Drew, e Gustafson) chiesero a John & Mary di unirsi al gruppo e suonare con loro. La band, così rinnovata, iniziò quasi subito a suonare e preparare nuovi pezzi, inizialmente con il nome di John & Mary, Rob, Steve, Dennis, & Jerry,, in attesa di riprendere legalmente il controllo sul nome 10,000 Maniacs.
Con Mary Ramsey come cantante, i 10,000 Maniacs pubblicarono due album: nel 1997 Love Among the Ruins per la Geffen Records e nel 1999 The Earth Pressed Flat per la Bar/None Records.
Nel dicembre del 1998 il primo chitarrista Rob Buck si separò momentaneamente dal gruppo per trasferirsi in Texas e dedicarsi ad un nuovo progetto musicale chiamato League of Blind Women. Al suo posto la band ingaggiò Michael Lee Jackson, che faceva parte degli "Animal Planet". Buck tornò nell'estate del 1999, e i fans notarono subito in lui un grosso cambiamento: l'uomo che vedevano sul palco suonava come Rob Buck, ma non sembrava Rob Buck. L'un tempo robusto chitarrista appariva invecchiato e molto dimagrito.
Il 3 novembre 2000 i 10,000 Maniacs si esibirono a Buffalo con la Buffalo Philharmonic Orchestra. Sarebbe stato l'ultimo concerto insieme a Rob Buck. Il chitarrista e fondatore del gruppo morì il 19 dicembre di quell'anno per un'insufficienza epatica all'età di 42 anni. Fu sepolto al Mission Cemetery di Sugar Grove in Pennsylvania.
La band decise di prendersi una pausa. Steve Gustafson, Dennis Drew e Jeff Erickson fondarono un gruppo chiamato The Mighty Wallop!. Jerry Augustyniak si unì ad un altro gruppo, gli Only Humen. Il 5 dicembre 2001 i 10,000 Maniacs, con una formazione che comprendeva Steve Gustafson, Dennis Drew, Jerry Augustyniak, John Lombardo e Mary Ramsey si esibì ad un concerto di beneficenza a Toronto: al posto di Rob Buck c'era il suo tecnico addetto alle chitarre, Jeff Erickson.

### 2002 - 2015
Nel 2002 Gustafson, Drew e Augustyniak decisero di cambiare cantante.  Lombardo, accortosi alle prime prove che erano stati ingaggiati Jeff Erickson come chitarrista e Oskar Saville - dalla band di Chicago Rubygrass -  come cantante, abbandonò nuovamente il gruppo. Questa nuova formazione tra il 2002 e il 2006 è andata sporadicamente il tour, esibendosi in vari festival musicali in uno spettacolo composto dai loro grandi successi. In vari spettacoli del 2006 si è riunita al gruppo anche Mary Ramsey, che ha suonato la viola e cantato come corista.
Il 28 aprile 2015 esce un nuovo album, Twice Told Tales.

## Componenti del gruppo
Nel corso del tempo hanno fatto parte dei 10,000 Maniacs una grande varietà di musicisti. Questo ne è un parziale elenco:
- Jerry Augustyniak - È stato il batterista della band a partire dal 1983. Ha suonato anche con altri gruppi come The Stains, Only Humen, League of Blind Women, The Michael Lee Jackson Band, Buffalo Rising, The Damn Straights, ecc. È stato, a partire dal 1994 anche il principale corista.
- Rob Buck - Rob è stato il primo chitarrista dal 1981 al 1999. È stato anche coautore dei brani di maggior successo del gruppo. È morto il 19/12/2000 per un'insufficienza epatica all'età di 42 anni.
- Duane Calhoun - Duane è stato il primo chitarrista nel 1981 quando Rob Buck, anche se faceva ufficialmente parte del gruppo, in realtà non suonava con loro.
- Chet Cardinale - Chet fu uno dei primi batteristi del gruppo. ha abbandonato la musica per dedicarsi all'agopuntura.
- Jim Colavito - Jim ha suonato il sassofono nel 1981.
- Dennis Drew - Dennis è stato il tastierista del gruppo a partire dal 1981. ha suonato anche con gli The Mighty Wallop!, gruppo per cui ha anche scritto la maggior parte dei pezzi.
- Jeff Erickson - Jeff ha preso il ruolo di primo chitarrista dopo che il suo amico e maestro Rob Buck era morto, debuttando nell'unica breve esibizione del gruppo nel 2001. Anche lui ha fatto parte dei The Mighty Wallop!.
- Tim Edborg - Tim ha suonato la batteria nel 1981.
- Morgan Fichter - Morgan è andata in tour con il gruppo nel biennio 1992-1993, suonando il violino e cantando nelle parti corali. ha suonato anche con i Camper Van Beethoven e i Phish.
- Jim Foti -  Jim ha suonato la batteria per la registrazione del primo Ep Human Conflict Number Five.
- Steve Gustafson - Steve è stato il bassista del gruppo a partire dal 1981. Dal 1994 si è anche esibito come corista nei concerti dal vivo. ha suonato il basso anche nei The Mighty Wallop!.
- Debbie Heverly - Debbie ha suonato il pianoforte nel 1981.
- Michael Lee Jackson - Michael ha sostituito Rob Buck come primo chitarrista nei concerti dal dicembre 1998 all'estate 1999, quando Buck tornò nel gruppo.
- Amanda Kramer - Amanda ha suonato con i 10,000 Maniacs nei tour del 1992 e 1993 come seconda tastierista, cantando in alcuni brani. Occasionalmente ha sostituito Rob alla chitarra folk in diversi pezzi.
- John Lombardo - John, chitarrista ritmico del gruppo e cantante aggiunto, ha co-firmato la maggior parte dei primi pezzi del gruppo, ma ha lasciato la band nel 1986, proprio prima che trovasse il successo. È tornato nel 1994 con Mary Ramsey - sua compagna in un duo - ricominciando esattamente da dove aveva lasciato. ha lasciato nuovamente il gruppo nel 2002 dopo le prime prove per il tour dei "grandi successi".
- Natalie Merchant - Natalie è stata la cantante dei 10,000 Maniacs dal 1981 al 1993, quando ha deciso di intraprendere la carriera di solista. Negli ultimi anni trascorsi con il gruppo ha anche suonato il pianoforte.
- Terry Newhouse - Terry era la tastierista e cantante dei "Still Life", che era il nome del gruppo prima di chiamarsi 10000 Maniacs. È stata per un certo periodo sposata con Rob Buck. È morta l'8/6/2005 all'età di 48 anni.
- Mary Ramsey - Mary insieme a John Lombardo  - come "John & Mary" - ha aperto gli spettacoli del tour del 1990. Nel 1990-1991 ha cantato in alcuni pezzi ed ha suonato la viola. Quando Nathalie Merchant ha lasciato il gruppo l'ha sostituita come cantante principale, aggiungendo la viola come strumento di primo piano nel sound del gruppo dal 1994 al 2001. Nel 2006 è stata sostituita come cantante da Oskar Saville, ma ha accettato di restare come semplice musicista dedicandosi ai cori e suonando la sua viola in alcuni pezzi.
- Oskar Saville - Oskar nel 2002 ha preso il posto di Mary Ramsey come cantante. Di tanto in tanto ha suonato la chitarra folk durante i concerti.
- Bob "O'Matic" Wachter - Uno dei primi batteristi del gruppo, non è mai comparso in un album, ma ne ha fatto ufficialmente parte nel periodo 1982-1983
- Max Weinberg - Più famoso per il suo lavoro di batterista nella E Street Band, ha partecipato al tour  del 1992, quando Jerry Augustyniak era indisponibile a causa di un incidente stradale.

## Discografia

### Album in studio
- 1981 - Human Conflict Number Five
- 1983 - Secrets of the I Ching
- 1985 - The Wishing Chair
- 1987 - In My Tribe
- 1989 - Blind Man's Zoo
- 1992 - Our Time in Eden
- 1997 - Love Among the Ruins
- 1999 - The Earth Pressed Flat
- 2013 - Music from the Motion Picture
- 2015 - Twice Told Tales

### EP
- 2011 - Triangles

### Raccolte
- 1990 - Hope Chest: The Fredonia Recordings 1982-1983
- 2004 - Campfire Songs: The Popular, Obscure and Unknown Recordings of 10,000 Maniacs

### Live
- 1993 - MTV Unplugged
- 2006 - Live Twenty-Five
- 2009 - Extended Versions

### Singoli
- 1987 - Peace Train
- 1988 - Like the Weather
- 1988 - What's the Matter Here?
- 1989 - Trouble Me
- 1989 - Eat for Two
- 1992 - Candy Everybody Wants
- 1992 - These Are Days
- 1993 - Few and Far Between
- 1993 - Everyday Is Like Sunday
- 1993 - Because the Night
- 1997 - More than This